# موچه (بانه)
موچه یک روستا در ایران است که در دهستان پشت آربابا واقع شده‌است.